# François-Henri Pinault
François-Henri Pinault (Rennes, 28 mei 1962) is een Franse zakenman en president van een conglomeraat van luxemerken, en de zoon en erfgenaam van François Pinault. Hij wordt beschouwd als een van de rijkste mannen ter wereld, met een familiefortuin dat op 18 augustus 2018 werd geschat op $ 30,5 miljard.

## Professioneel leven
Hij studeerde aan de Franse School voor Hogere Commerciële Studies, HEC Paris, waar hij de kennis opdeed om in de bedrijven van zijn vader te werken. In 1989 werd hij algemeen directeur van France Bois Industries, na Pinault Distribution.
In 1993 ging hij in het buitenland werken (Afrika, DOM-TOM). In 1997 werd hij benoemd tot directeur-generaal van de Fnac. In maart 2005 maakte hij een grote stap toen hij werd benoemd tot president van Pinault-Printemps-Redoute (PPR), ter vervanging van zijn vader. Op 20 juni 2007 nam hij het voorzitterschap van de raad van bestuur van het Duitse sportartikelenbedrijf Puma over, nadat dit via dochteronderneming Sapardis door de PPR-groep was overgenomen.